# 帕森达勒
帕森达勒（荷蘭語：Passendale，荷蘭語發音：[ˈpɑsə(n)ˌdaːlə]，法語發音：[pasəndal]）是比利时西佛兰德省宗讷贝克的片区。帕森达勒原为一独立市镇，1977年1月1日，帕森达勒与宗讷贝克和邻近的3个市镇合并，组成了今天的宗讷贝克市镇，帕森达勒成为了宗讷贝克的一个片区。